# Hajime Hosogai
Hajime Hosogai (細貝 萌 Hosogai Hajime?, Maebashi, Gunma, 10 de junio de 1986) es un exfutbolista japonés que jugaba como centrocampista, aunque también como defensa.

## Trayectoria
Hosogai debutó profesionalmente en 2005 con el Urawa Red Diamonds donde era considerado como uno de los jugadores más prometedores del equipo. En 2007 colaboró en la consecución del título de la Liga de Campeones de la AFC y por ende, participó en la Copa Mundial de Clubes de la FIFA del mismo año.
Después de seis años en el Urawa, el 23 de diciembre de 2010, emigró al fútbol alemán para fichar por el Bayer Leverkusen, que inmediatamente lo prestó al F. C. Augsburgo de la 2. Bundesliga. Luego de conseguir el ascenso a la máxima división de Alemania, anotó su primer tanto en la Bundesliga el 9 de septiembre de 2011, precisamente ante el Leverkusen. Después de mantener la categoría con el Augsburgo, Hosogai regresó al Bayer Leverkusen para la campaña 2012-13. Disputó un total de 23 encuentros y al final de la temporada fichó por cuatro años con el recién ascendido Hertha Berlín.

## Selección nacional
Fue internacional con la selección de fútbol de Japón en 30 ocasiones y anotó un gol. Fue miembro de la selección sub-23 que disputó el torneo masculino de fútbol en los Juegos Olímpicos de Pekín 2008 sin pasar de la primera fase. El 4 de septiembre de 2010, debutó con la selección absoluta en la victoria por la mínima diferencia frente a Paraguay, jugando como mediocentro en el Estadio de Saitama.
Con los Samuráis Azules fue parte del combinado que logró un histórico triunfo por 1-0 de su país sobre Argentina en octubre de 2010 y en enero se coronó campeón de la Copa Asiática celebrada en Catar, competición en la cual anotó su primer gol con la camiseta nacional en semifinales frente a Corea del Sur.

### Participaciones en Copas Asiáticas
| Copa               | Sede  | Resultado | Partidos | Goles |
| ------------------ | ----- | --------- | -------- | ----- |
| Copa Asiática 2011 | Catar | Campeón   | 2        | 1     |

### Participaciones en Juegos Olímpicos
| JJ. OO.                        | Sede  | Resultado    | Partidos | Goles |
| ------------------------------ | ----- | ------------ | -------- | ----- |
| Juegos Olímpicos de Pekín 2008 | China | Primera fase | 2        | 0     |

### Goles internacionales
| # | Fecha                 | Sede                                  | Oponente      | Gol | Resultado | Competición        |
| - | --------------------- | ------------------------------------- | ------------- | --- | --------- | ------------------ |
| 1 | 25 de febrero de 2011 | Estadio Thani bin Jassim, Doha, Catar | Corea del Sur | 2–1 | 2–2       | Copa Asiática 2011 |

## Clubes
| Club                | País      | Año       | Partidos | Goles |
| ------------------- | --------- | --------- | -------- | ----- |
| Urawa Red Diamonds  | Japón     | 2005-2010 | 146      | 7     |
| F. C. Augsburgo     | Alemania  | 2011-2012 | 40       | 3     |
| Bayer 04 Leverkusen | Alemania  | 2012-2013 | 23       | 0     |
| Hertha Berlín       | Alemania  | 2013-2015 | 56       | 0     |
| Bursaspor           | Turquía   | 2015-2016 | 25       | 0     |
| VfB Stuttgart       | Alemania  | 2016-2017 | 10       | 0     |
| Kashiwa Reysol      | Japón     | 2017-2018 | 32       | 0     |
| Buriram United      | Tailandia | 2019      | 27       | 0     |
| Bangkok United      | Tailandia | 2020-2021 | 28       | 1     |
| Thespa Gunma        | Japón     | 2021-2024 | 40       | 2     |

## Palmarés

### Títulos nacionales
| Título             | Club               | País  | Año  |
| ------------------ | ------------------ | ----- | ---- |
| Copa del Emperador | Urawa Red Diamonds | Japón | 2005 |
| J. League          | Urawa Red Diamonds | Japón | 2006 |
| Copa del Emperador | Urawa Red Diamonds | Japón | 2006 |
| Supercopa de Japón | Urawa Red Diamonds | Japón | 2006 |

### Títulos internacionales
| Título                      | Club (*)           | País            | Año  |
| --------------------------- | ------------------ | --------------- | ---- |
| Liga de Campeones de la AFC | Urawa Red Diamonds | Isfahán Saitama | 2007 |
| Copa Asiática               | Selección de Japón | Catar           | 2011 |

(*) Incluyendo la selección.